# Плазменная лампа

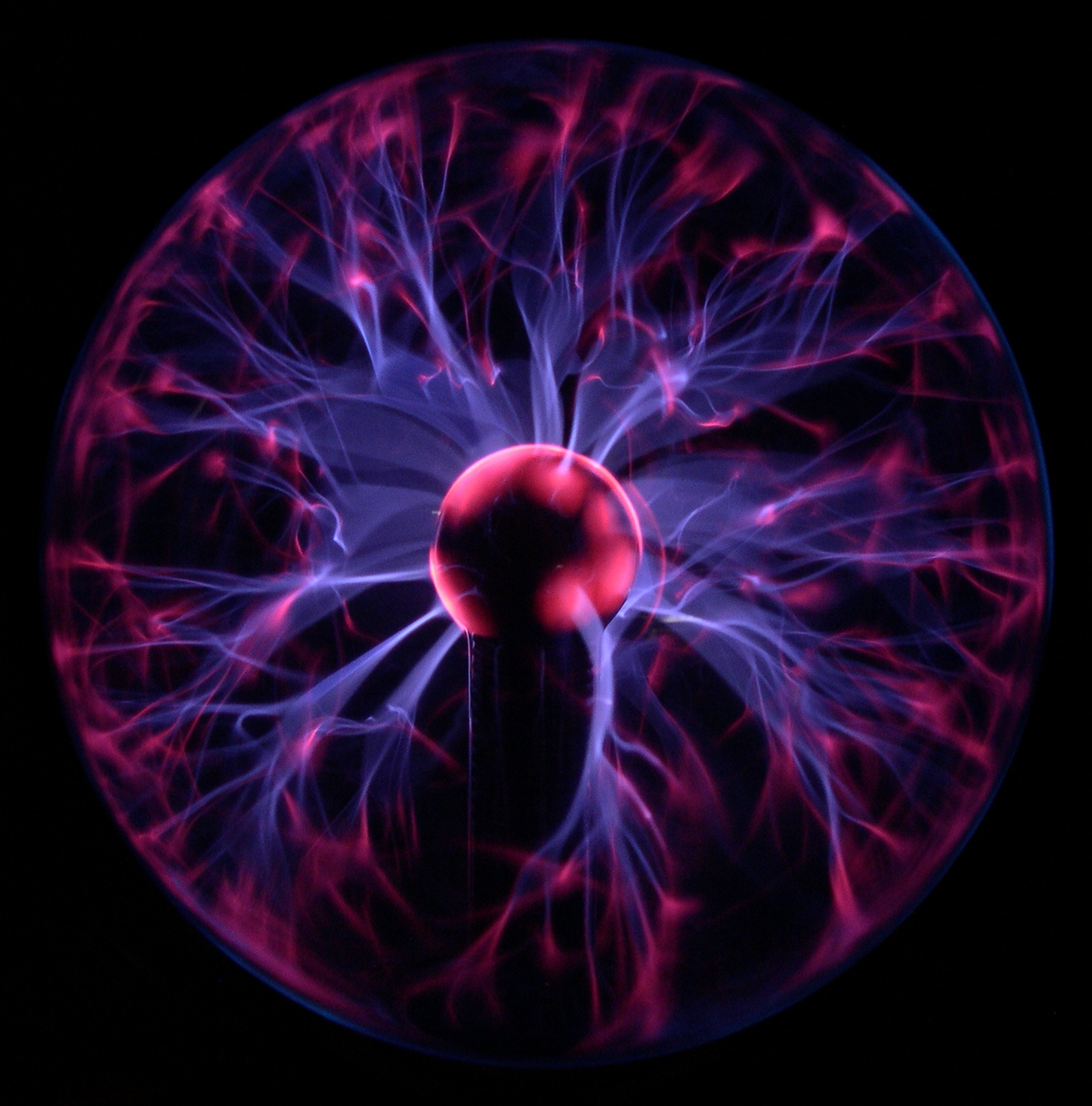
Шаровидная плазменная лампа

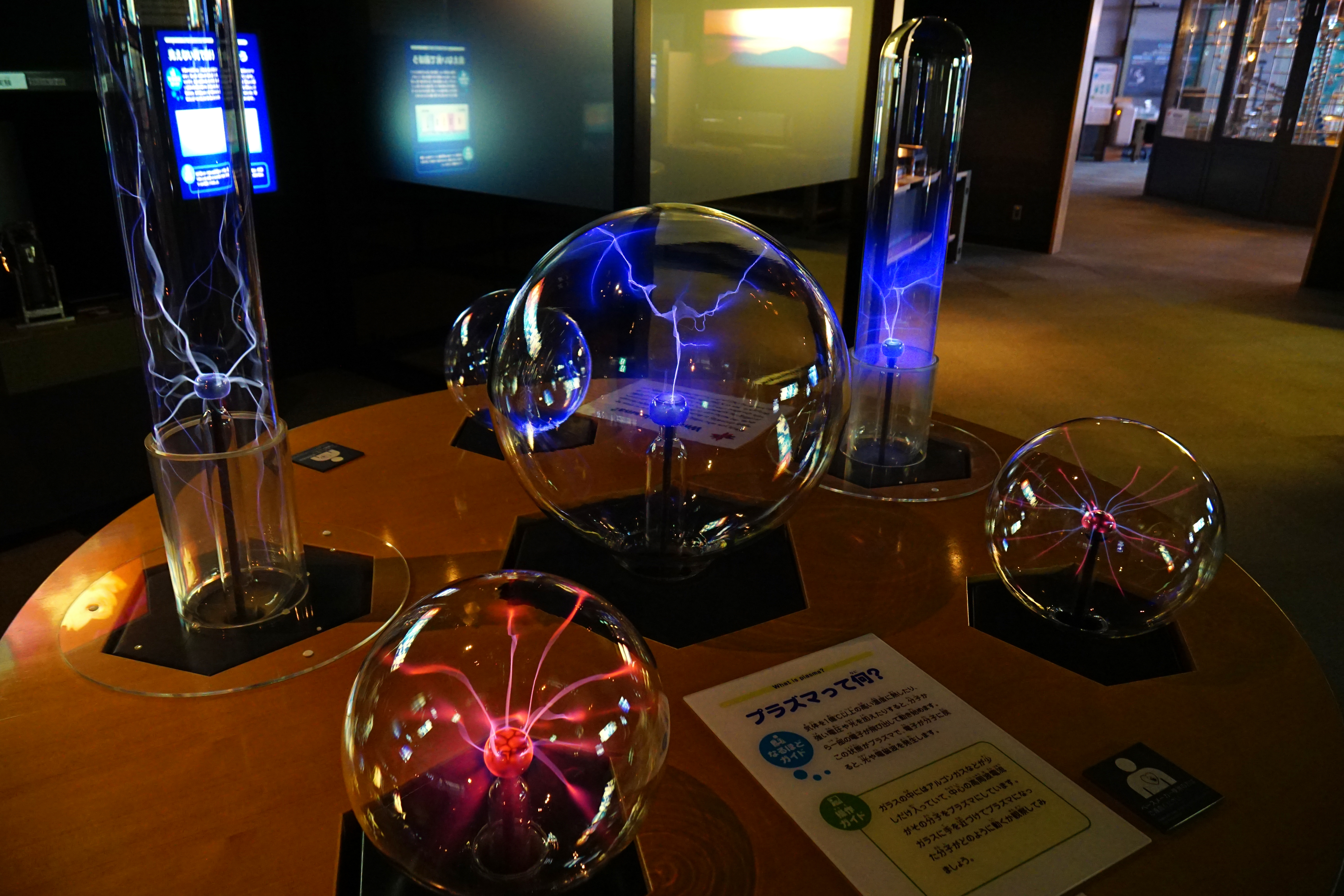
Плазменные лампы различной формы и цвета свечения

Пла́зменная ла́мпа — декоративный прибор, состоящий обычно из стеклянной сферы с установленным внутри электродом. На электрод подаётся переменное высокое напряжение с частотой около 30 кГц. Внутри сферы находится разреженный газ (для уменьшения напряжения пробоя). В качестве наполнения могут выбираться разные смеси газов для придания «молниям» определённого цвета. Теоретически, срок службы у плазменных ламп может быть весьма продолжительным, поскольку это маломощное осветительное устройство, не содержащее нитей накаливания и не нагревающееся в процессе своей работы. Типичная потребляемая мощность 5—10 Вт.
Плазменная лампа — изобретение Николы Теслы (1894 год).

## Меры предосторожности

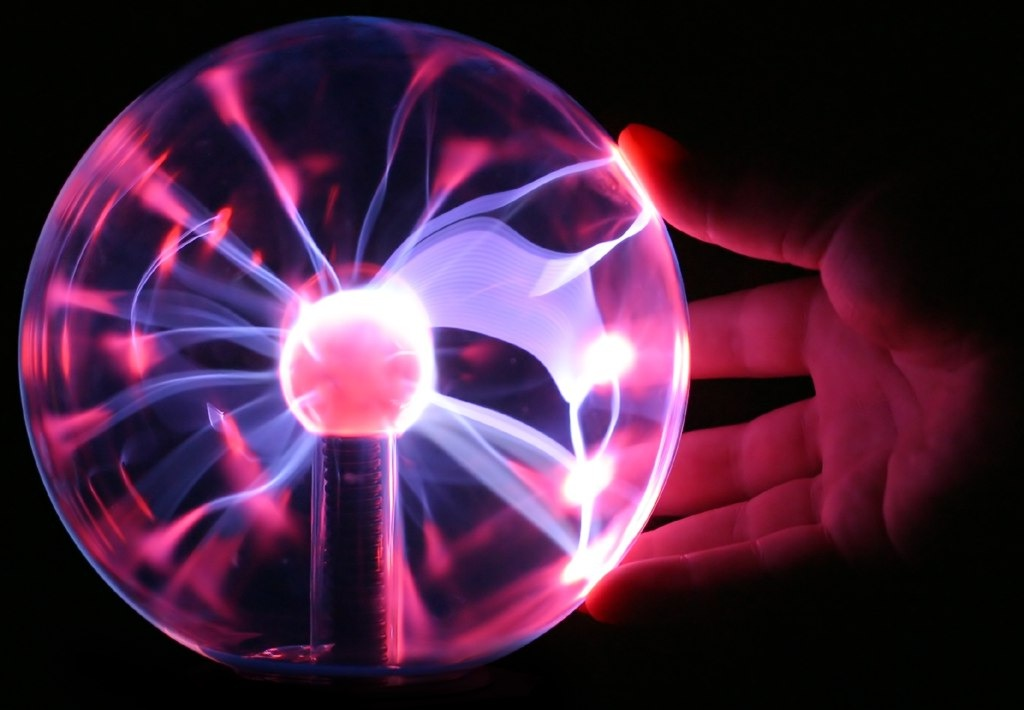
Касание плазменной лампы рукой

При обращении нужно соблюдать меры предосторожности: если на плазменную лампу положить металлический предмет, вроде монеты, при прикосновении можно обжечься, а также получить слабый удар током, при условии, что человек заземлён.
Значительное переменное электрическое напряжение может индуцироваться лампой в проводниках даже сквозь непроводящую сферу. Прикосновение одновременно к лампе и к заземлённому предмету, например, к батарее отопления приводит к удару электрическим током.
Очень важно при пользовании лампой не допускать попадания влаги на стеклянную поверхность. Это может привести не только к выходу из строя микросхемы прибора, но и к проникновению разрядов за пределы колбы с газом и возможности поражения электрическим током.
Аналогично, надо стараться не помещать электронные или металлические приборы и предметы рядом с работающей плазменной лампой. Это может привести не только к нагреванию стеклянной поверхности, но и к существенному воздействию переменного тока на сам электронный прибор. Во избежание перегрева прибора также рекомендуется использовать лампу не более 2 часов в день.
Электромагнитное излучение, создаваемое плазменной лампой, может наводить помехи в работе таких приборов, как цифровые аудиопроигрыватели, калькуляторы, камеры, мобильные телефоны, компьютеры, электронные наручные часы и подобные устройства. Если к работающей плазменной лампе на расстоянии 5—20 см держа в руке поднести неоновую, люминесцентную (в том числе и неисправную, но не разбитую) или любую другую газоразрядную лампу, то она засветится, не будучи подключённой к источнику питания. То же произойдёт и со светодиодной лампой.

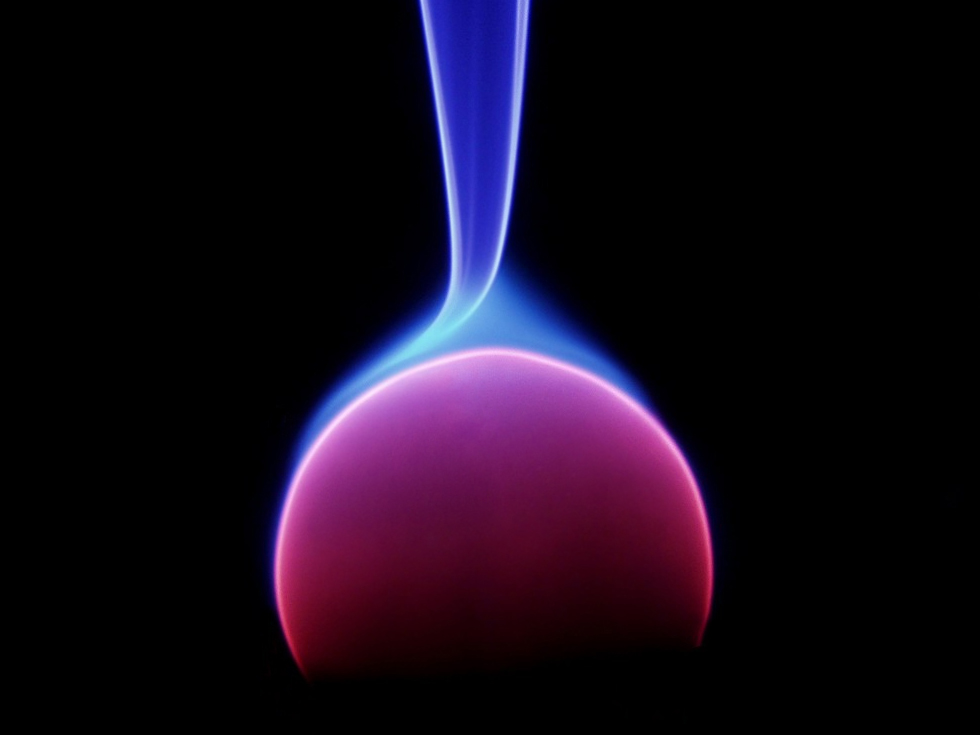
Разряд на центральном электроде плазменной лампы

Работа лампы сопровождается озонированием воздуха. Поскольку озон является крайне токсичным газом, не рекомендуется долго держать лампу включённой в закрытом помещении.

## Использование
Плазменные лампы могут повсеместно использоваться в быту при условии выполнения мер предосторожности. Например, лампа пригодится во время демонстраций на уроках физики (в качестве источника мощного электромагнитного излучения). Многие используют лампу в качестве ночника или энергосберегающего источника освещения. Плазменная лампа — эффектный прибор, довольно часто использующийся популяризаторами науки.

## История
В патенте «Электрический источник света» от 6 февраля 1894 года Никола Тесла описал конструкцию плазменной лампы. Тесла описал лампу, состоящую из стеклянной колбы с единственным электродом внутри. На электрод подавался ток высокого напряжения от катушки Теслы, в результате чего на конце электрода появлялось свечение, известное как коронный разряд. Тесла назвал своё изобретение «одноконтактная лампа», а позже «газоразрядная трубка».
Современный вид светильника плазменный шар получил благодаря изобретателю и учёному Джеймсу Фалку. Он конструировал необычные светильники и продавал их коллекционерам и научным музеям в 1970-х годах.
Технология создания газовых смесей, используемая при изготовлении современных плазменных шаров, была недоступна во времена Николы Теслы. В современных светильниках используется смесь инертных газов, таких как ксенон, криптон, неон, аргон. Благодаря этому разряды в современных плазма-шарах имеют различные оттенки.